# خبينة العلياء (اسماعيلية)
خبينة العلياء (بالفارسية: خبینه علیا) هي قرية وتقع في إيران في قسم إسماعيلية الريفي. يقدر عدد سكانها بـ 630 نسمة بحسب إحصاء 2016.